# Organisme d'habitations à loyer modéré (France)

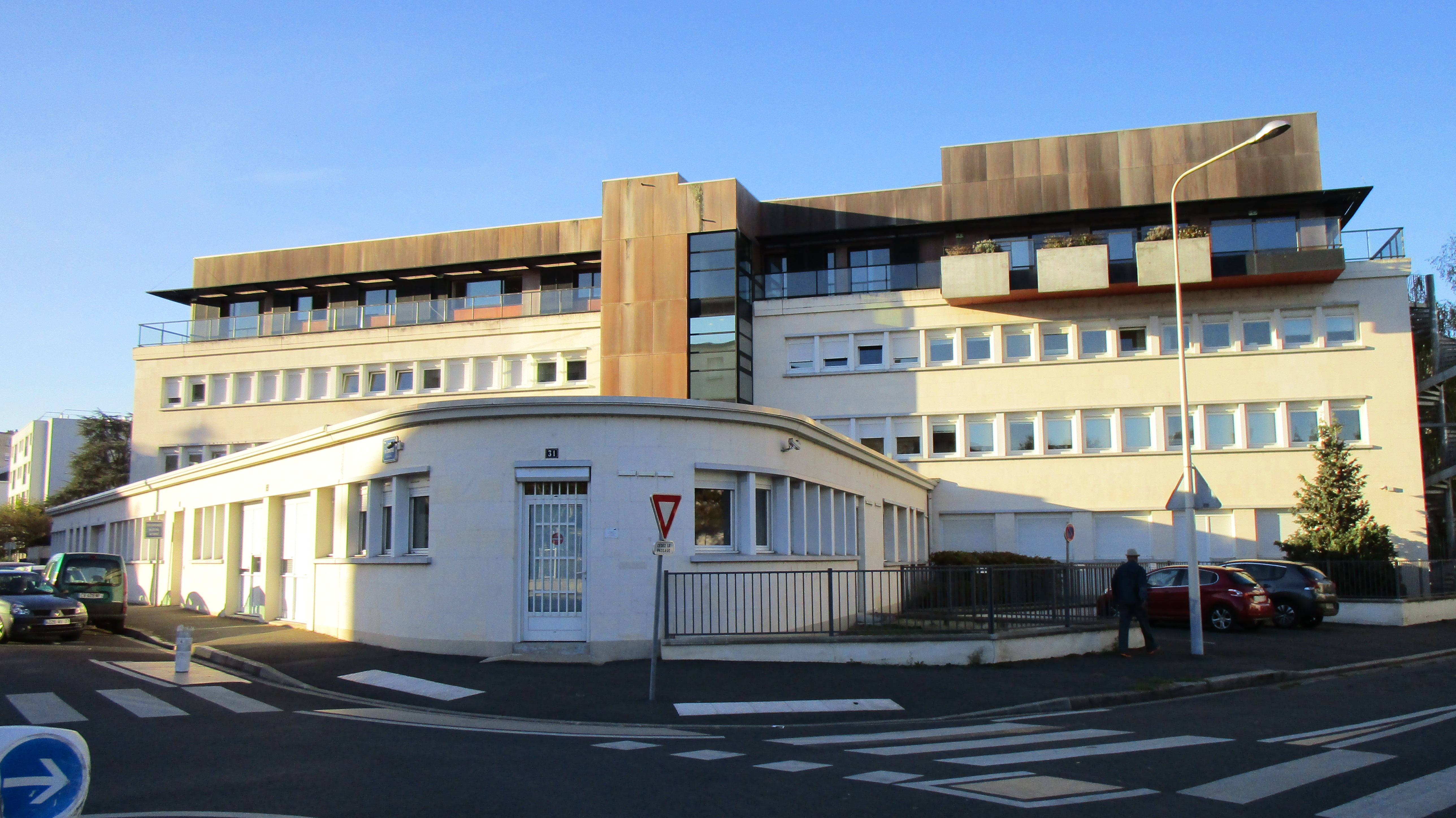
Le siège de l'organisme HLM « Tour(s) Habitat » dans le quartier du Sanitas, à Tours.

Un organisme d'habitations à loyer modéré (OHLM) est, en France, un organisme public ou privé qui construit ou gère des logements locatifs destinés à des personnes de condition modeste. Les OHLM ont remplacé, aux termes de la loi du 21 juillet 1950, les anciens organismes d'habitation à bon marché (HBM).
Les organismes d'habitations à loyer modéré, définis dans le code de la construction et de l'habitation aux articles L. 411 et suivants, peuvent être des établissements publics tels que les OPH ou des organismes de droit privé.
En 2017, on comptait environ 800 organismes HLM, :
- 264 offices publics de l'habitat (OPH) ;
- 230 entreprises sociales pour l'habitat (ESH, nouvelle désignation des SA HLM) ;
- 173 sociétés coopératives d'HLM ;
- 56 SACICAP (sociétés anonymes coopératives d’intérêt collectif pour l’accession à la propriété), rattachées au groupe Crédit immobilier de France.

Ils gèrent 4,456 millions de logements, soit 17 % des résidences principales en France.
Les organismes HLM sont réunis en fédérations, elles-mêmes regroupées en une confédération : l'Union sociale pour l'habitat.
Par ailleurs, près de 200 sociétés d'économie mixte, qui ne sont pas juridiquement des organismes HLM, sont actives dans le secteur de la construction et la gestion d'environ 490 000 logements sociaux.

## Mission des organismes d'habitations à loyer modéré

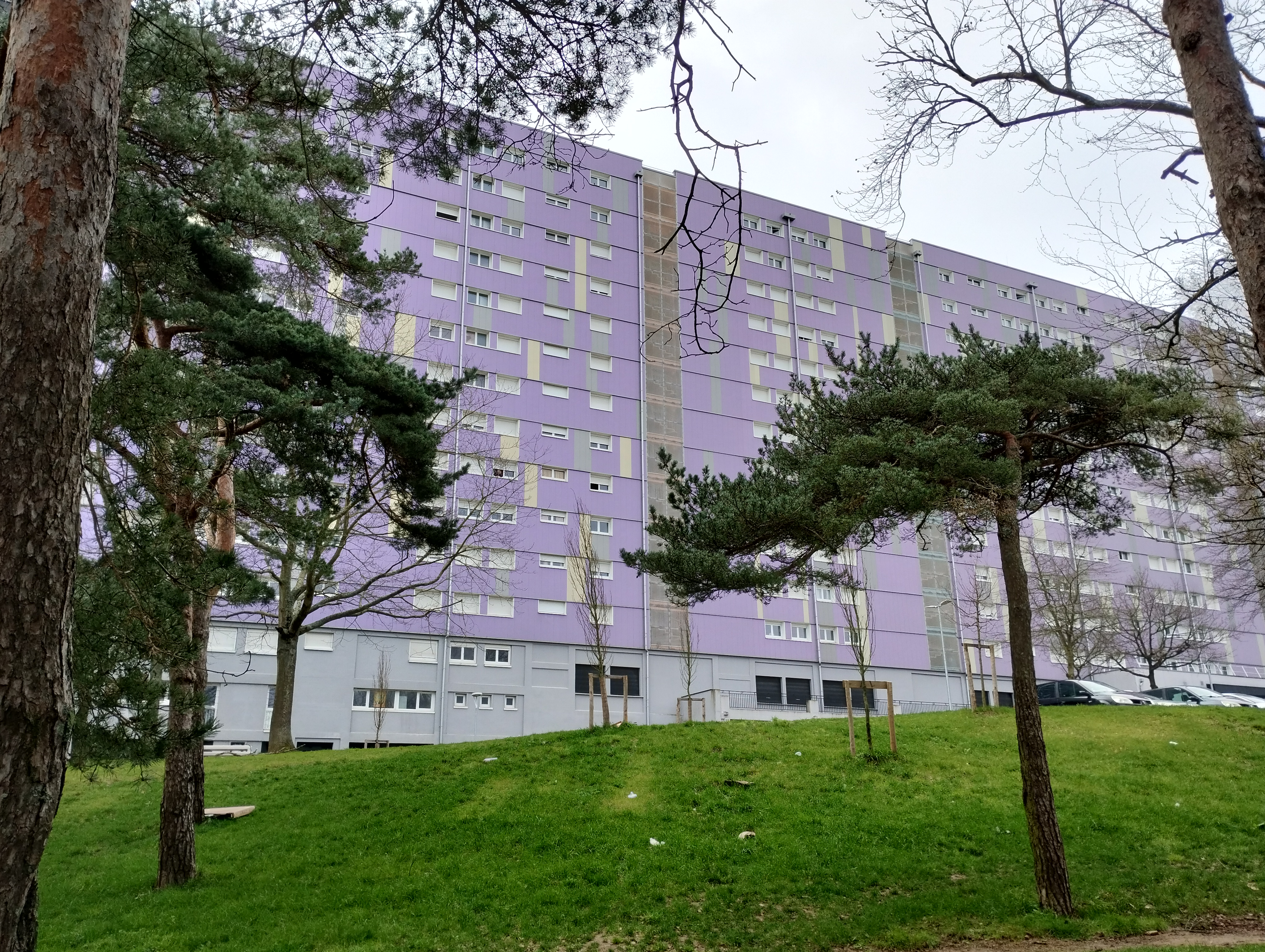
Barre HLM du quartier des Dervallières, à Nantes.

Les organismes d'habitations à loyer modéré construisent, achètent, rénovent, gèrent des logements loués à des familles « de condition modeste » (entendu en pratique de façon extensive, puisque plus de 65 % de la population aurait droit à une attribution et 95 % au maintien dans une HLM attribué). Ils peuvent accorder leur garantie à des locataires souhaitant accéder à la propriété. Ils doivent agir enfin en faveur de l'objectif de mixité sociale. Ils peuvent établir une convention d'utilité sociale qui permet de préciser sa politique patrimoniale et sociale. Afin de compenser le service d'intérêt général que ces organismes remplissent, l'État leur accorde des exonérations fiscales et des aides spécifiques.
Ces organismes peuvent être :
- publics : Offices publics de l'habitat remplaçant les statuts d'OPAC et OPHLM par l'ordonnance du 1er février 2007[6].
- privés : entreprises sociales pour l'habitat (anciennement appelées SA HLM) et sociétés coopératives d'HLM.

## Établissements publics d'habitations à loyer modéré
Les établissements publics d'habitations à loyer modéré appelés aujourd'hui Offices publics de l'habitat (OPH) sont fédérés, au sein de l’Union sociale pour l'habitat, par la fédération nationale des Offices publics de l’habitat.
Il existait en France deux types d'établissements publics d'habitations à loyer modéré : les offices publics d'aménagement et de construction (OPAC) et les offices publics d'habitations à loyer modéré (OPHLM). Ils différaient par leur statut et par la mission que la loi leur attribue.
En pratique, les OPAC et les OPHLM exerçaient des activités très proches et il était fréquent qu'un OPHLM se transforme en OPAC. La loi du 13 juillet 2006 « portant engagement national pour le logement », prévoyait de fusionner les OPAC et les OPHLM dans une structure unifiée : l'office public de l'habitat (OPH), un établissement public à caractère industriel et commercial rattaché à une collectivité locale ou un établissement public de coopération intercommunale (EPCI).
C'est chose faite depuis le 1er février 2007. Les nouveaux OPH disposent depuis cette date d'un statut proche de celui des anciens OPAC.
Tous les régimes juridiques applicables aux organismes publics HLM prévoient, depuis la loi Bonnevay du 23 décembre 1912, que le Conseil d'administration des organismes a une composition tripartite, mêlant représentants de l'État, de la collectivité de rattachement et des personnalités qualifiées (représentants d'associations familiales et de locataires…). L'État a en effet toujours souhaité disposer d'une tutelle forte sur les organismes publics HLM.

### Offices publics d'habitations à loyer modéré (OPHLM)

OPHLM, réfection à Colombes.

Les OPHLM étaient des établissements publics à caractère administratif (EPA) créés par des collectivités territoriales.
Ils construisaient, aménageaient, attribuaient et géraient des logements sociaux loués à des personnes défavorisées ou de condition modeste. La collectivité territoriale à laquelle ils sont rattachés pouvait toutefois leur attribuer d'autres compétences propres aux OPAC. L'État exerçait également un contrôle sur les OPHLM par l'intermédiaire du préfet. Les employés d'un OPHLM étaient des fonctionnaires territoriaux ou des agents publics.
Les OPHLM étaient les héritiers des HBM, créées par la loi Bonnevay du 23 décembre 1912 et transformées en HLM par la loi du 21 juillet 1950. Avant leur remplacement en 2007 par les OPH, ils étaient régis par les articles L. 421-4 et suivants du code de la construction et de l'habitation.

### Offices publics d'aménagement et de construction (OPAC)
Issus de la loi du 16 juillet 1971, les offices publics d'aménagement et de construction ou OPAC étaient des établissements publics à caractère industriel et commercial (EPIC) qui réalisaient et géraient des immeubles d'habitation pour le compte de ou en collaboration avec l'État ou les collectivités territoriales.
Leur mission était plus large que celles des OPHLM. Ils agissaient en particulier dans le domaine du logement social, mais pouvaient aussi exercer de nombreuses compétences liées au logement, comme gérer une copropriété faisant l'objet d'un plan de sauvegarde. Le personnel des OPAC étaient soumis au droit privé.
Les OPAC étaient régis par les articles L. 421-1 et suivants du code de la construction et de l'habitation. Contrairement aux OPHLM, leur statut d'EPIC leur permettait d'être soumis soit à la comptabilité publique, soit à la comptabilité commerciale. De même, leurs salariés pouvaient être soumis au code du travail ou être des fonctionnaires territoriaux ou agents publics.
La coexistence de ces deux statuts, assortis de missions et de territoires d’intervention différents, n’a pas exclu de permettre aux OPHLM d’exercer tout ou partie des compétences dévolues aux OPAC, sur délibération de leur collectivité territoriale ou de leur EPCI de rattachement. C’est pourquoi, dans les faits, les deux catégories d’organismes finissaient par exercer des missions semblables.
Par ailleurs, un nombre croissant d’OPHLM ont bénéficié de la possibilité offerte par les textes de se transformer en OPAC.

### Les Offices publics de l'habitat (OPH)

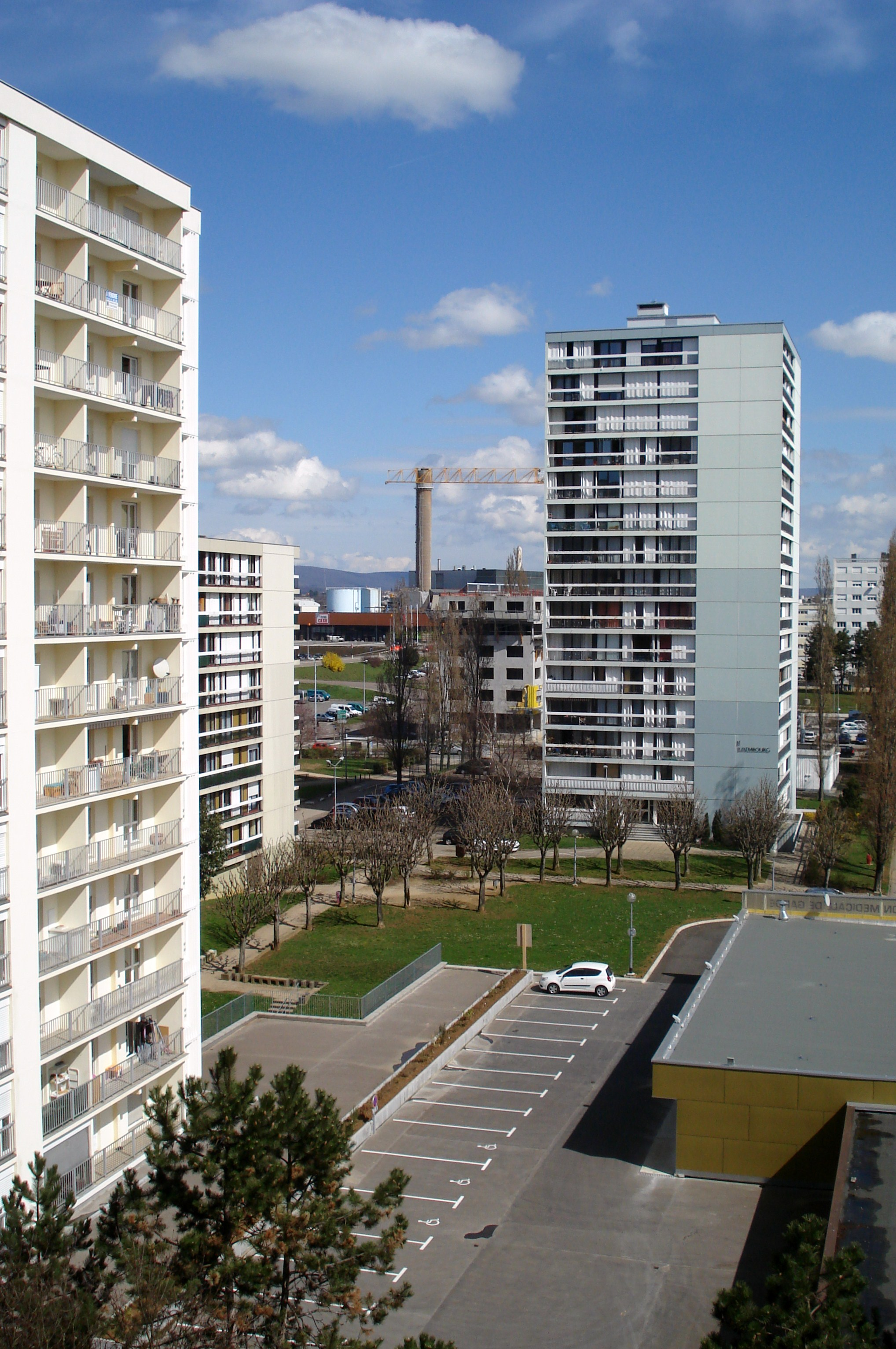
HLM dans le quartier de Planoise, à Besançon.

Pour mener à son terme cette logique de rapprochement entre les deux catégories d’offices HLM, l'ordonnance du 1er février 2007 relative aux Offices publics de l'habitat a créé une nouvelle catégorie d’établissements publics d’HLM dénommés « offices publics de l’habitat » (OPH) et a organisé la transformation de plein droit en OPH de tous les OPHLM et OPAC existants. Le statut des OPH est fixé par les articles L. 421-1 et suivants du code de la construction et de l'habitation.
Désormais, l'OPH sera l'établissement public compétent en matière de logement social. Les principaux axes de la réforme sont les suivants :
- changement du statut : l'OPH est un établissement public à caractère industriel et commercial (EPIC) ;
- extension du champ de compétence ;
- droit d'option pour le personnel déjà en poste au moment de la réforme entre statut public ou privé (deux ans pour se déterminer), tandis que les nouveaux recrutés seront soumis au droit privé ;
- changement dans la composition du conseil d'administration, avec trois effets : d'une part, la collectivité de rattachement est mieux représentée (majorité des sièges) au détriment des représentants du préfet (lequel a d'office un siège) ; d'autre part, la composition du CA est enrichie (1 siège pour le représentant du comité d'entreprise) ; enfin, les pouvoirs du directeur général sont accrus (nommé par le conseil d'administration).

Il existait jusqu'en 2020 un droit de choisir entre la comptabilité publique (par l'intermédiaire de la DGFIP) et la comptabilité privée. La loi Élan dispose qu'au 1er janvier 2021 tous les OPH travaillent désormais en comptabilité privée.
Ce nouveau cadre institutionnel, en grande partie inspiré du statut des OPAC, permet aux offices d’HLM de s’adapter au contexte nouveau créé par le renforcement de compétences des collectivités territoriales dans le domaine de l’habitat, tout en prenant une part active à la mise en œuvre du plan de cohésion sociale.

## Organismes privés d'habitations à loyer modéré
D'après le code de la construction et de l'habitation, trois types d'organismes privés sont qualifiés d'organismes HLM :
- les entreprises sociales pour l'habitat (ESH)[15], nouvelle dénomination créée en 2002 pour qualifier les sociétés anonymes d'habitations à loyer modéré. Au nombre de 230[3], les ESH regroupées au sein de la Fédération des entreprises sociales pour l'habitat gèrent plus de deux millions de logements où habitent 4,5 millions de personnes[16].
- les sociétés anonymes coopératives de production, créées par la loi du 16 juillet 1971[11] et soumises au statut de la coopération[17] et les sociétés anonymes coopératives d'intérêt collectif d'habitations à loyer modéré[18],[19]. Au nombre de 173[3], les sociétés coopératives d'HLM produisent chaque année environ 5 000 logements dont 4 000 sont réservées à l'accession à la propriété. Elles sont regroupées au sein de la Fédération nationale des sociétés coopératives d'HLM ;
- les fondations d'habitations à loyer modéré[20].

Depuis le 1er janvier 2009, les sociétés anonymes de crédit immobilier (SACI) ne sont plus des organismes de HLM, conformément aux dispositions de l'ordonnance du 25 août 2006.